# قندس
القُنْدُس أو سمور  أو قندر أو كلب الماء (كما كان يسميه العرب سابقًا) (الاسم العلمي: Castor) (بالإنجليزية: Beaver)‏ هو جنس من الحيوانات يتبع فصيلة القندسية من رتبة القوارض.
وهو من القوارض المائيّة يعيش عادة في الماء قائما بصورة دؤوبة على بناء السدود من أخشاب الأشجار الذي يقوم بتقطيعها بأسنانه الحادة. ويعتبر هذا الحيوان أمهر مهندس في بناء السدود بين السموريات والحيوانات جميعا. يسمّى أيضا القُنْدُز والحَارُود والبَادَسْتَر والبَيْدَسْتَر. تستخرج منه مادّة شحميّة تسمّى الجُنْدَبَادَسْتَر والجُنْدَبَيْدَسْتَر وخِصْيَة البَحْرِ والفَاحِشَة، وهي بالفرنسيّة castoréum، وبالإنكليزيّة castoreum.
تلد أنثى القندس من 2 إلى 3 صغار بعد فترة حمل تدوم 61 يوماً ترضعهم الأم لمدة 3 أشهر ولا ينفصلون عن العائلة إلا بعد مضي سنة واحدة ويمكن أن يصل طول القندس البالغ إلى 120 سم طولا وطول ذيله 52 سم ويزن 15 كغم.
يقوم القندس ببناء مسكن تحت سطح الماء لحمايته من الأعداءو يبلغ طول الأنفاق المؤدية إلى مسكن القندس عدة أمتار وتؤدي النهاية العليا للنفق إلى غرفة صغيرة تتسع لإيواء أسرة القندس وتغطى طبقة من الطين المتماسك الجيد الصرف نتيجة لوجود أعواد خشبية بأسفله وعندما يبني القندس مسكنه فإنه يكدس الأعواد الخشبية والطين على هيئة كومة ثم يحفر بفمه التربة ليكون الأنفاق والغرفة الرئيسية وعندما يفرغ من حفر الغرفة الرئيسية يكون الطين المتساقط من بين الأعواد الخشبية أرضية الغرفة وعندما يبدأ بتكديس الأعواد يترك فتحة خالية من الطين في المكان الذي يعلو غرفة المستقبل وتستخدم هذه الفتحة للتهوية.
تحصل القنادس على المواد اللازمة للبناء بإسقاط الأشجار وفروعها ويتم ذلك ليلا بصفة أساسية حيث تقرض القنادس جذوع الأشجار بقوارضها القوية التي تشبه الأزميل ويمكن للقندس أن يسقط شجرة قطرها 30 سم نتيجة عمل يستغرق ليلتين وعندما تسقط الشجرة تتولى القنادس فصل الأفرع عن الجذع وتجزئتها إلى قطع يبلغ طول كل منها أقداما قليلة ويتم العمل كله باستخدام أسنانها.
قواطع القندس واضحة التكوين وتحرك القنادس فروع الأشجار قابضة أسنانها على أطرافها الغليظة لتدفعها فوق سطح الماء عندما تجد القنادس أشجارا مناسبة بالقرب من مجرى الماء فإنها تخفر بمخالبها القوية قناة تنقل الأخشاب خلالها إلى حيث تريد كما تجمع القنادس خلال الصيف الأفرع الغضة القريبة من مسكنها لكي تستخدمها كغذاء خلال الشتاء.
يتراوح عرض السد الذي يقيمه زوج القندس من المتر إلى المائة متر ثم يبني بيته وسط البركة من الأغصان جاعلا مدخل البيت تحت سطح الماء.
إذا شاهد قندس عدوا يقترب منه فإنه يضرب بذيله محذرا الآخرين وفي الحال تندفع القنادس غاطسة في الماء لتكون في مأمن من الحيوانات المتوحشة ولا يستطيع اللحاق بها سوى كلب البحر لأنه سباح ماهر.
تسبح القنادس رافعة أطرافها الأمامية بالقرب من الصدر وتحدث ضربات قوية بالأطراف الخلفية ويقوم الذيل العريض المفلطح بدور الدفة تحت سطح الماء وتتحرك القنادس بسرعة أكثر في الماء عنها فوق الأرض.
كانت القنادس منتشرة بكثرة في أوروبا وآسيا وقد أدى اختفاء الغابات الكبيرة وتعرض القندس المستمر للصيد لاستفادة من فرائه إلى تقليل المساحات التي يعيش فيها ويقتصر وجوده على بعض المنطق في أوروبا وعلى أمريكا الشمالية في كندا حيث تتخذ إجراءات حازمة لحمايته من الانقراض.

## التغذية
يتكون غذاء القندس من اللحاء و طبقة الكامبيوم (الأنسجة اللينة التي تنمو تحت لحاء الشجر). ويفضل شجر الصفصاف ، والقيقب ، والحور (نبات) ، وخشب الزان ، والبتولا. كما أنه يأكل النباتات المائية، وكذلك البراعم والجذور ، التي لايمكن عادة هضمها من قبل الثدييات والتي تكون عنصرا رئيسيا لنظامه الغذائي. القندس يمتلك كائنات حية دقيقة في الأعور (كيس يقع بين الأمعاء الغليظة والأمعاء الدقية) و التي تقوم بهضم هذه المواد. في حدائق الحيوان يتم إطعام القندس باليام ، و الخس ، و الجزر ، وطعام القوارض.<ref>

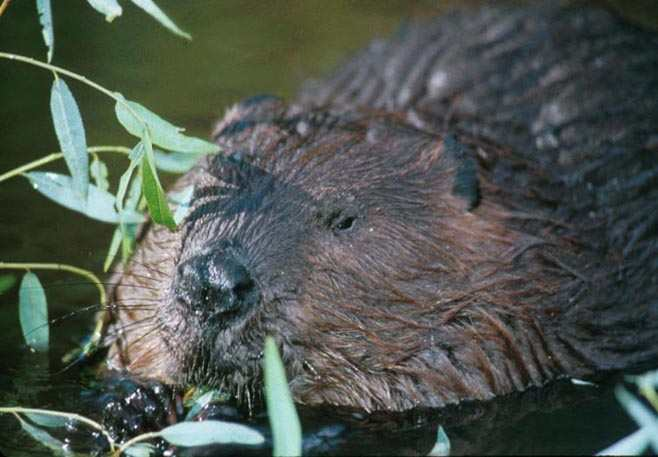
القُنْدُس

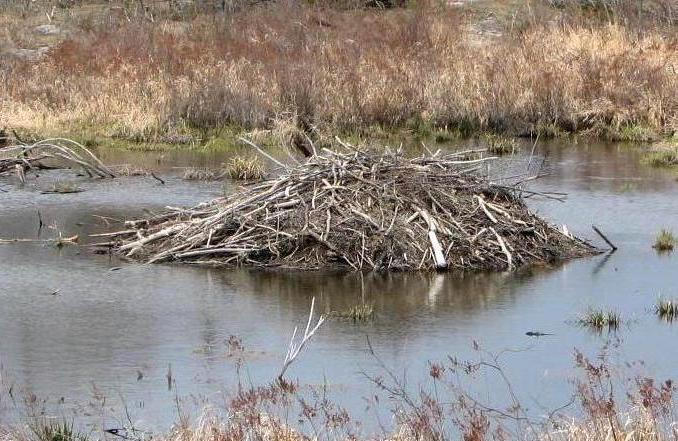
بيت قُنْدُس

## الأنواع
هناك ثلاثة أنواع تنتمي لجنس القُندس:
- قندس أوراسي
- قندس أمريكي
- قندس كاليفورني (مُنقرض)